# Passalus punctiger
Passalus punctiger là một loài bọ cánh cứng trong họ Passalidae.

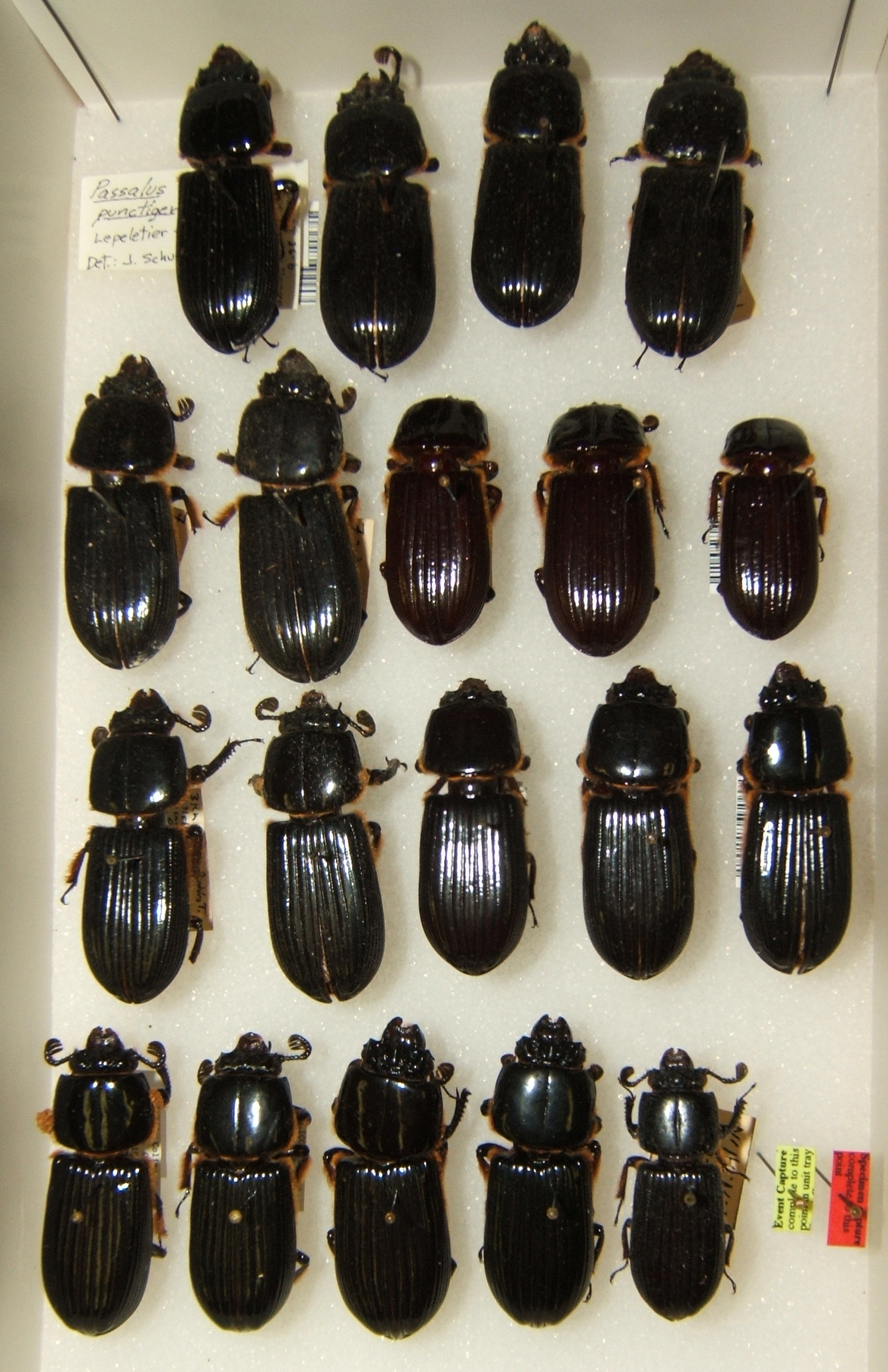
Specimen collection